# Niceforonia nana
Niceforonia nana is een kikker uit de familie Strabomantidae en werd voor het eerst wetenschappelijk beschreven door Goin & Cochran in 1963. De soort komt voor in Colombia. Niceforonia nana wordt bedreigd door het verlies van habitat omwille van landbouw en plantages.